# Казахстан на Летњим олимпијским играма 2016.
Казахстан је учествовао на Летњим олимпијским играма 2016. које су одржане у Рио де Жанеиру у Бразилу од 5. до 21. августа 2016. године. Олимпијски комитет Казахстана послао је 104 квалификованих спортиста у седамнаест спортова. Спортисти Казахстана освојили су 17 медаља, од тога три златне. Пет медаља освојено је у боксу, четири у дизању тегова, три у рвању, две у џудоу и по једна у пливању и атлетици.

## Освајачи медаља

### Злато
- Ниџат Рахимов — Дизање тегова, до 77 кг
- Дмитриј Баландин — Пливање, 200 м прсно
- Данијар Јелусинов — Бокс, велтер категорија

### Сребро
- Јелдос Сметов — Џудо, до 60 кг
- Жазира Жапаркуљ — Дизање тегова, до 69 кг
- Василиј Левит — Бокс, тешка категорија
- Адилбек Нијазимбетов — Бокс, полутешка категорија
- Гузељ Мањурова — Рвање, слободни стил до 75кг

### Бронза
- Отгонцецег Галбадрах — Џудо, до 48 кг
- Фархад Харки — Дизање тегова, до 62 кг
- Карина Горичева — Дизање тегова, до 63 кг
- Олга Рипакова — Атлетика, троскок
- Александар Зајчиков — Дизање тегова, до 105 кг
- Елмира Сиздикова — Рвање, слободни стил до 69 кг
- Јекатерина Ларионова — Рвање, слободни стил до 69 кг
- Иван Дичко — Бокс, супертешка категорија
- Дарига Шакимова — Бокс, средња категорија

## Учесници по спортовима
| Спорт            | Мушкарци | Жене | Укупно |
| ---------------- | -------- | ---- | ------ |
| Атлетика         | 6        | 19   | 25     |
| Бициклизам       | 3        | 0    | 3      |
| Бокс             | 10       | 2    | 12     |
| Веслање          | 1        | 1    | 2      |
| Гимнастика       | 1        | 1    | 2      |
| Дизање тегова    | 5        | 3    | 8      |
| Кајак и кану     | 7        | 5    | 12     |
| Мачевање         | 1        | 0    | 1      |
| Модерни петобој  | 1        | 1    | 2      |
| Пливање          | 2        | 1    | 3      |
| Рвање            | 8        | 4    | 12     |
| Синхроно пливање | -        | 2    | 2      |
| Стони тенис      | 1        | 0    | 1      |
| Стреличарство    | 1        | 1    | 2      |
| Стрељаштво       | 3        | 2    | 5      |
| Теквондо         | 1        | 2    | 3      |
| Тенис            | 0        | 2    | 2      |
| Џудо             | 4        | 2    | 6      |
| 18 спортова      | 55       | 48   | 104    |